# Joaquín Batet y Paret
Joaquín Batet y Paret (Barcelona, 1849-Reus, 1929) fue un escritor y profesor español.

## Biografía
Nacido el 14 de octubre de 1849 en Barcelona, siguió la carrera de filosofía y letras, en la que se licenció. Fue uno de los socios fundadores de la Jove Catalunya, de cuya sociedad fue presidente de la sección de literatura. Colaboró en los semanarios y revistas La Gramalla, Gay Saber, Revista Literaria, La Renaixensa, La Ilustració Catalana, y dirigió el periódico El Panades de Villafranca del Panadés. Por sus trabajos literarios obtuvo premios en los certámenes celebrados en Arenys de Mar, Sabadell y Montpellier y medalla de bronce en la Exposición Universal de Barcelona. Fue socio de la Económica barcelonesa de Amigos del País, del Colegio de Profesores de Cataluña y de la de los Amigos de la Instrucción de Barcelona. Tras pasar por el instituto de Mahón, hacia 1889 era auxiliar de la sección de letras en el Instituto de Segunda enseñanza de Gerona. Posteriormente fue catedrático primero en Mahón y luego en Reus, hasta su jubilación en 1919. Falleció el 9 de agosto de 1929 en la localidad tarraconense de Reus.

## Obras
- Unidades dramáticas (1871).[1]
- Nociones de ortografía (1876).[1][1]
- Nociones de geografía (1877).[1]
- Sintaxis latina (1879).[1]
- Nueva gramática latina (1881).[1]
- Necrología de N' Esteve Gilabert Bruniquer (1882).[a]
- La enseñanza intuitiva (1882).[1]
- Arte poético de Horacio (1882).[1]
- Paleografía dels llatins (1883).[b]
- Versión castellana de escogidos clásicos latinos (1885).[1]
- Ensaigs geográfich-histórichs de Catalunya (1886).[1]
- Nociones de geografía de Cataluña (1886).[1]
- La buena semilla (1887).[1]
- Curiosidades gramaticales, ó curso de perfección de latín (1887).[1]
- Versión española de escogidos clásicos latinos (1888).[1]
- Obras completas de Horacio. Traducidas al catalán.[1]
- Breves necrologías de los escritores más notables, hijos de la provincia de Gerona, que han cultivado las letras durante este siglo (1894).[4]